# Selçuk Keskin
Selçuk Keskin (15 gennaio 1982) è un pallavolista turco, palleggiatore dello Spor Toto.

## Carriera

### Club
La carriera di Selçuk Keskin inizia nella stagione 1999-00, quando fa il suo esordio nella Voleybol 1. Ligi turca con il Çankaya: resta legato per tre annate al club capitolino, fino alla sua retrocessione, dopo la quale si accasa al Galatasaray nel campionato 2002-03, approdando poi al Polis Akademisi nel campionato seguente.
Nella stagione 2005-06 approda all'Arkas, dove gioca per un triennio e conquista due scudetti, prima di essere ingaggiato dallo Ziraat Bankası nel campionato 2008-09, col quale vince una Coppa di Turchia. Dopo due campionati giocati indossando la maglia dell'Halkbank, approda all'İstanbul BB nel campionato 2012-13, vincendo la BVA Cup 2012, prima di fare ritorno al Galatasaray nella stagione 2014-15.
Approda quindi al Fenerbahçe nel campionato 2015-16, col quale gioca per un triennio e vince la Coppa di Turchia 2016-17 e la Supercoppa turca 2017, facendo poi ritorno al Galatasaray nella stagione 2018-19, siglando un accordo biennale, rinnovato per l'inizio del campionato 2020-21, dopo il quale torna in forza all'Halkbank nell'annata 2021-22, aggiudicandosi la BVA Cup.
Nel campionato 2022-23 torna a vestire la maglia del Galatasaray, mentre nel campionato seguente indossa la casacca dello Spor Toto.

### Nazionale
Nel 2002 esordisce nella nazionale turca, partecipando alle qualificazioni al campionato europeo 2003.

## Palmarès

### Club
- Campionato turco: 2

2005-06, 2006-07
- Coppa di Turchia: 2

2009-10, 2016-17
- Supercoppa turca: 2

2017, 2019
- BVA Cup: 2

2012, 2021